# Goran Košarac
Goran Košarac (* 22. Juni 1995) ist ein ehemaliger bosnischer Biathlet und Skilangläufer.
Goran Košarac startete für Istočno Sarajevo. International trat er von 2011 bis 2015 im Skilanglauf an, zunächst bestritt er hier Rennen im Balkan Cup und FIS-Rennen. Bei den Olympischen Jugend-Winterspielen 2012 in Innsbruck belegte er den 39. Platz über 10 Kilometer Klassisch und verpasste als 38. der Qualifikation das Finale im Freistilsprint. Im Fleimstal nahm er an den Nordischen Skiweltmeisterschaften 2013 teil und wurde 118. über 15 Kilometer Freistil. Wenige Tage später startete Košarac auch bei den Balkan-Meisterschaften in Kruševo, wo er hinter Mladen Plakalović Zweiter über 10 Kilometer Freistil wurde und hinter Mladen Plakalović und Nemanja Košarac über 5 Kilometer Freistil die Bronzemedaillen gewann.
Seine ersten internationalen Biathlonrennen bestritt Košarac im Rahmen der Biathlon-Juniorenweltmeisterschaften 2013 in Obertilliach, wo er 92. des Einzels und 89. des Sprintrennens wurde. Im Jahr darauf nahm er an den Juniorinnenrennen der Biathlon-Europameisterschaften 2014 in Nové Město na Moravě teil und wurde 72. des Einzels und 64. des Sprints. 2015 gab er sein internationales Debüt bei den Männern im Leistungsbereich. In Duszniki-Zdrój wurde er in seinem ersten Rennen im IBU-Cup 112. eines Sprints. Wenig später bestritt er im Rahmen der Biathlon-Europameisterschaften 2015 in Otepää seine ersten internationalen Meisterschaft bei den Männern. Im Einzel kam er auf den 98., im Sprint auf den 102. Platz. In Minsk folgte sein letzter internationaler Start im Biathlon, die Biathlon-Juniorenweltmeisterschaften 2015, wo Košarac 86. des Einzels und 92. des Sprints wurde.